# خوان مانويل فيالي
خوان مانويل فيالي (بالإسبانية: Juan Manuel Viale)‏ هو لاعب كرة قدم أرجنتيني في مركز الدفاع، ولد في 9 مارس 1981 في قرطبة في الأرجنتين. لعب مع النادي الرياضي بدانية وسيوداد دي مورسيا ونادي أوسبيتاليت ونادي ساباديل ونادي سان أندرو ونادي سمورة.

## وصلات خارجية
- خوان مانويل فيالي على موقع قاعدة بيانات كرة القدم.إي يو (الإنجليزية)
- خوان مانويل فيالي على موقع Soccerway.com (الإنجليزية)
- خوان مانويل فيالي على موقع AS.com (الإسبانية)